# 六日海耳介
六日海耳介（学名：Aurila munechikai）为半花介科耳介屬下的一个种。